# Enneapogon lindleyanus
Enneapogon lindleyanus är en gräsart som först beskrevs av Karel Domin, och fick sitt nu gällande namn av Charles Edward Hubbard. Enneapogon lindleyanus ingår i släktet Enneapogon och familjen gräs. Inga underarter finns listade i Catalogue of Life.